# Митерскирхен
Митерскирхен (њем. Mitterskirchen) општина је у њемачкој савезној држави Баварска. Једно је од 31 општинског средишта округа Ротал-Ин. Према процјени из 2010. у општини је живјело 2.072 становника. Посједује регионалну шифру (AGS) 9277134.

## Географски и демографски подаци
Митерскирхен се налази у савезној држави Баварска у округу Ротал-Ин. Општина се налази на надморској висини од 433 метра. Површина општине износи 24,7 km². У самом мјесту је, према процјени из 2010. године, живјело 2.072 становника. Просјечна густина становништва износи 84 становника/km².

## Међународна сарадња
| Мјесто      | Држава   | Врста сарадње | Од    |
| ----------- | -------- | ------------- | ----- |
| Митеркирхен | Аустрија | партнерство   | 1978. |
| Извор       |          |               |       |